# Велика Весь (Конецький повіт)
Велика Весь (пол. Wielka Wieś) — село в Польщі, у гміні Стомпоркув Конецького повіту Свентокшиського воєводства.
Населення — 583 особи (2011).
У 1975-1998 роках село належало до Келецького воєводства.

## Демографія
Демографічна структура на день 31 березня 2011 року:
|          | Загалом | Допрацездатний вік | Працездатний вік | Постпрацездатний вік |
| -------- | ------- | ------------------ | ---------------- | -------------------- |
| Чоловіки | 289     | 43                 | 200              | 46                   |
| Жінки    | 294     | 29                 | 134              | 131                  |
| Разом    | 583     | 72                 | 334              | 177                  |